# بحيرة كلير (نيويورك)
بحيرة كلير، هي قرية صغيرة وبحيرة في مقاطعة فرانكلين، نيويورك، الولايات المتحدة. سميت المنطقة بمساحة 940 أكر (3.8 كـم2) بحيرة كلير، وهي جزء من طريق زوارق سفن كيرز الأصلي. وهي تقع في بلدة هاريتستاون.
في أواخر القرن التاسع عشر، كانت بحيرة كلير بالقرب من مركز صناعة السياحة المزدهرة. بحيرة سانت ريجيس العليا، ثلاثة أميال (5 كم) إلى الشمال هي موطن لبعض أقدم وأكبر معسكرات آديرونداك الكبرى، وكان فندق بول سميث الشهير على بعد خمسة أميال فقط إلى الشمال. ساراناك إن، على شاطئ بحيرة ساراناك العليا، على بعد أربعة أميال (6 كم) إلى الغرب، وقرية بحيرة ساراناك على بعد ستة أميال (10 كم) إلى الجنوب الشرقي.

## نيويورك سنترال وبحيرة كلير جانكشن كنقطة نقل ركاب القطار
في عام 1893، وصلت سكة حديد موهوك ومالون إلى بحيرة كلير، وفي عام 1906، بنى بول سميث سكة حديد كهربائية تمتد من بحيرة كلير إلى فندقه. أصبحت تلك السكة الحديدية قسم أديرونداك للسكك الحديدية المركزية في نيويورك (ان واي سي) في عام 1913. كانت بحيرة كلير تخدمها قطارات نيويورك سنترال من مونتريال في الشمال ومدينة نيويورك إلى الجنوب. من بحيرة كلير سينتقل الركاب إلى بحيرة ساراناك وبحيرة بلاسيد إلى الشرق.
ومع ذلك، بحلول سنوات ما بعد الحرب العالمية الثانية، تضمن خط سير الرحلة الافتراضي للقطارات القادمة من المدن إلى الغرب والجنوب، ما وراء منطقة آديرونداكس رحلات شرقاً عبر بحيرة كلير إلى بحيرة هادئة، بدلاً من مونتريال أو مالون إلى الشمال. انتهت خدمة القطارات المجدولة من شمال وسط نيويورك إلى مالون في عام 1956  في 24 أبريل 1965، قامت مدينة نيويورك بتشغيل قطارها الأخير على الطريق.

## بحيرة كلير اليوم
اليوم لا تزال المنطقة مخصصة للسياحة إلى حد كبير، ولكن بطريقة أكثر هدوءًا.لا تزال العديد من المعسكرات والمنازل الريفية الرائعة في المنطقة قيد الاستخدام، إلى جانب مرافق الضيوف الأخرى. تعد منطقة قارب سانت ريجيس كانوي القريبة نقطة جذب رئيسية لمحبي التجديف. تمتلك الولاية الآن جزءًا كبيرًا من الأرض، بما في ذلك معظم شواطئ بحيرة كلير، وهي تدير مفرخًا للأسماك بالقرب من بحيرة لتل كلير.
يقع مطار آديرونداك 1.5 ميل (2.4 كـم) شمال شرق بحيرة كلير؛ على الرغم من أنها اسمياً في بحيرة ساراناك، إلا أنها تُعرف محليًا باسم "مطار ليك كلير.

## روابط خارجية
- Adirondack Airpot
- LakeChamplainAngler - "Adrrondack Fish Adirondack Salmon and Educational Opportunity